# Tephritis nigrofemorata
Tephritis nigrofemorata är en tvåvingeart som beskrevs av Friedrich Georg Hendel 1927. Tephritis nigrofemorata ingår i släktet Tephritis och familjen borrflugor. Inga underarter finns listade i Catalogue of Life.